# ميلبيرون
ميلبيرون أو بيونيل (البرتغال) أو بيورينيل في (النمسا، بلجيكا، التشيك، الدنمارك، فنلندا†, هولندا†, النرويج†, السويد) أو يونيربان في (ألمانيا) هو أحد مضادات الذهان غير النمطية من الفئة الكيميائية بوتيروفينون، مما يجعلها مرتبطة هيكليًا إلى مضادات الذهان النمظية مثل الهالوبيريدول. دخل الميلبيرون للاستخدام الطبي لأول مرة في الستينيات.

## التسويق ودواعي الاستخدام
استُخدم ميلبيرون لأول مرة في حالات الفصام المقاومة للعلاج مع بعض النجاح وإن كان محدودًا. كما تم الإبلاغ عن فعاليته في علاج ليفودوبا وأشكال أخرى من الذهان المرتبطة بمرض باركنسون  على الرغم من فشل دراسة متعددة المراكز، مزدوجة التعمية، أُجريت في عام 2012 لدعم هذه النتائج. ومن المعروف أيضًا أنه يمتلك خصائص لعلاج القلق. يتم تسويقه في البلدان التالية:
- النمسا
- بلجيكا
- التشيك
- الدنمارك
- إستونيا
- فنلندا
- ألمانيا
- آيسلندا
- ليتوانيا
- لاتفيا
- البرتغال
- السويد

## الآثار الجانبية
تم الإبلاغ عن تسبب ميلبيرون في زيادة الوزن بشكل أقل بكثير من كلوزابين، وحوالي زيادة في الوزن تقريبًا مثل باقي مضادات الذهان النمطية. يُزعم أيضًا أنه يتسبب في إفراز البرولاكتين مثل كلوزابين (والذي لا يعتبر شيء تقريبًا). يُزعم أيضًا أنه ينتج تأثيرات مهدئة وإطالة فترة كيو تي. ومن المعروف أيضًا أنه ينتج عنه آثار جانبية خارج السبيل الهرمي بشكل أقل من الجيل الأول النموذجي من مضادات الذهان النمطية مثل ثيوتيكسين. ويمكن أن يتسبب أيضًا في جفاف الفم (والذي عادةً ما يكون خفيفًا نسبيًا).

### وتشمل الآثار الضارة الأخرى الشائعة:[18][19][20]
- الإمساك
- إسهال
- غثيان
- قيء
- فقدان الشهية
- أعراض خارج السبيل الهرمي
- الأرق
- الإثارة
- صداع الراس
- دوخة
- إعياء
- ضيق الحدقة
- توسيع حدقة العين
- عدم وضوح الرؤية
- ارتفاع إنزيمات الكبد (ALT خاصةً ناقلة أمين الألانين وناقلة الببتيد غاما غلوتاميل GGTP)
- الرعاش، خلل التوتر العضلي، نقص الحركة، التململ، خلل الحركة

### تشمل الآثار الضارة النادرة:[18][19][20]
- خلل الحركة المتأخر
- متلازمة مضادات الذهان الخبيثة
- خلل التنسج الدموي (قلة الكريات البيضاء، ندرة المحببات، قلة الصفيحات، إلخ)

### تشمل الآثار الضارة غير المعروفة:[18][19][20]
- التشنجات
- زيادة الضغط داخل العين
- ركود العصارة الصفراوية داخل الكبد (ربما نادر)
- انخفاض ضغط الدم الانتصابي
- عدم انتظام ضربات القلب
- طفح جلدي
- فرط برولاكتين الدم
- زيادة الوزن
- زيادة الشهية

التفاعلات
وُجد أن ميلبيرون يثبط انزيم سيتوكروم CYP2D6 (2D6).

## روابط خارجية
- PubChem Substance
- موقع التجارب السريرية NCT00125138